# 光耀左鮃
光耀左鮃為輻鰭魚綱鰈形目鰈亞目鮃科的其中一種，為深海魚類，分布於中西太平洋菲律賓海域，棲息深度296-1025公尺，體長可達15.5公分，棲息在底層水域，以底棲生物為食，生活習性不明。